# Hekstelling
De hekstelling is een speltype in het dammen waarin de ene speler met 4 schijven een groot aantal schijven van zijn tegenstander in bedwang houdt. Kenmerkend voor een hekstelling zijn witte schijven op 26, 27, 31 en 36 en zwarte schijven op 16, 18 en 22 als wit degene is die de hekstelling heeft ingenomen. Als zwart de hekstelling heeft ingenomen, dan gaat het om zwarte schijven op 15, 20, 24 en 25 en witte schijven op 29, 33 en 35. 
De clou van de hekstelling is (in het geval dat wit die heeft ingenomen) dat zwart niet 22-28 kan spelen omdat hij dan met 27-21 een schijf verliest. De kansen van de speler die in de hekstelling is genomen, bestaan onder andere uit het innemen van veld 28 om met 17-21 of 28-32 de witte stelling te ondermijnen. Het komt vaak voor dat de speler in de hekstelling die verbreekt met een (meervoudige) ruil. 
Vaak is er sprake van een aantal achtergebleven schijven op de lange lijn. Daarbij geldt de vuistregel dat de hekstelling sterker is naarmate er minder achtergebleven schijven op de lange lijn zijn. Als de schijf op 36 ontbreekt, wordt de stelling een onvoltooide hekstelling genoemd. Als de schijf op 26 ontbreekt, dan gaat het om een halve hekstelling. 

## Aleksej Tsjizjov - Ton Sijbrands, 0 - 2
In de tweede partij in de tweekamp om het wereldkampioenschap 1990 tussen Aleksej Tsjizjov en Ton Sijbrands blijken de kansen van de persoon die in de hekstelling wordt genomen. 
Zie diagram. 
Na de manoeuvre 23. 47-42-37 en 24. 44-40 is er voor wit weinig aan de hand. 
1. 34-29? 1-6
2. 47-42 4-10 Wit is in een combinatief web terechtgekomen en kan schijfverlies alleen voorkomen met 42-37 (10-14), 26-21 en 38-32 met een moeilijk hanteerbare stand.
3. 44-40? 28-32 De dam 27-21, 24-19, 29×20 (25×14), 33-28 en 31×2 of 31×4 zou meteen worden afgenomen.
4. 27-21 16×27 De poging om de schijf achterstand terug te winnen met 42-37 faalt op 18-23, 27-32 en 12×45.
5. 40-34 18-23
6. 29×18 12×23
7. 34-30 25×34
8. 39×30 10-14
9. 33-28 22×33
10. 38×18 13×22
11. 30-25 8-13
12. 42-37 14-19
13. 37×28 22×33
14. 31×22 17×28
15. 41-37 19×30
16. 25×34 15-20
17. 36-31 13-19
18. 37-32 28×37
19. 31×42 9-13
20. 43-38 19-24
21. 38×29 24×33
22. 49-44 13-19
23. 42-38 33×42
24. 48×37 11-17
25. 37-32 7-12
26. 44-39 6-11
27. 32-28 12-18 en wit gaf op waarmee Sijbrands al snel de leiding nam in de match.